# NGC 5574
NGC 5574 ist eine Linsenförmige Galaxie vom Hubble-Typ E/SB0 im Sternbild Jungfrau und etwa 70 Millionen Lichtjahre von der Milchstraße entfernt.
Sie bildet zusammen mit NGC 5576 eine optische Doppelgalaxie und wurde am 30. April 1786 von Wilhelm Herschel mit einem 18,7-Zoll-Spiegelteleskop entdeckt, der sie dabei mit „Two; the preceding [NGC 5574] pB, pL, E, distance 3′ or 4′ sp-nf. The following [NGC 5576] cB, R, pL“ beschrieb.